# Vibilia chuni
Vibilia chuni is een vlokreeftensoort uit de familie van de Vibiliidae. De wetenschappelijke naam van de soort is voor het eerst geldig gepubliceerd in 1912 door Behning & Woltereck.